# Svensk fotboll (variant)
Svensk fotboll var en form av fotboll som utvecklades och spelades i Sverige från 1870-talet till början av 1890-talet, då modern fotboll infördes. Reglerna var en kombination av dem i fotboll och i rugby, huvudsakligen fotboll, där den största skillnaden var att man fick hålla bollen med händerna i mindre perioder under spelet.

## Historia
Inspirationen till svensk fotboll kom från England. Men då bollspel under 1870-talet för första gången infördes i Sverige skiljde sig reglerna åt jämfört med de som utvecklats i England ungefär tio år tidigare. Inget gjordes åt detta och förvirring uppstod då vissa spelade med rund boll, andra med oval.[1]En av de första gångerna då det nämndes att fotboll spelats i Sverige var en artikel i Göteborgs-Posten den 24 maj 1874, där det gick att läsa att ett gymnastiksällskap bildats i Göteborg, och att man också spelade "a few football player games, which seemed to be of a very animated nature".[2]  Ett år senare bildades Göteborgs BK, och klubben hade bland annat fotboll på sitt program.
1880 publicerades de första reglerna för svensk fotboll, vilket gjordes i boken Fria Lekar. Anvisning till skolans tjenst av Lars Mauritz Törngren. Han hade besökt England för att studera sport och återvände för att skriva ner sina erfarenheter. Han hade missförstått; eller glömt att notera; reglerna för fotboll som skrevs 17 år tidigare, och de regler han skrev ner var en blandning av fotboll och rugby, en "medelväg", som han uttryckte det. Reglerna var svåra att förstå och nådde ingen större spridning. Istället, fem år senare 1885, möttes Göteborgs BK tillsammans med ledande klubbar i Stockholm (Stockholms BK bildad 1879) och (Visby BK) och skrev ner några regler som kom att dominera svensk fotboll de följande åren.
Den första matchen i det vi numera kallar fotboll på svensk mark spelades i Malmö den 12 oktober 1890 då Kjøbenhavns Boldklub besökte orten och två lag från den danska klubben spelade en uppvisningsmatch. Men det var i Göteborg som den moderna fotbollen slog igenom, och den första matchen med svenska lag spelades den 22 maj 1892 mellan Örgryte IS och IS Lyckans Soldater. Kring 1895 hade modern fotboll utmanövrerat den "svenska varianten" mycket med hjälp av engelska, skotska och australiensiska immigrantarbetare som introducerade den moderna varianten på arbetsplatserna.